# Макаров, Павел Васильевич
Па́вел Васи́льевич Мака́ров (18 марта 1897, Скопин, Рязанская губерния — 16 декабря 1970) — русский революционер, подпольщик, партизан Гражданской и Великой Отечественной войн. Личный адъютант Командующего белой Добровольческой армией генерал-лейтенанта В. З. Май-Маевского. Брат Макарова, Владимир, руководитель севастопольского большевистского подполья, был казнён врангелевской контрразведкой в 1920 году. Мать, Татьяна Саввична Макарова, была казнена немецкими оккупантами в 1941 году за родственную связь с командиром партизанского отряда П. В. Макаровым.
Автор мемуаров о Гражданской войне на юге России и Партизанском движении в Крыму во время Великой Отечественной войны. Является прототипом Павла Кольцова в фильме «Адъютант его превосходительства».

## Биография

### Ранние годы
Отец — кондуктор товарных поездов Сызрань-Вяземской железной дороги — погиб в 1903 году при крушении поезда. Павел вынужден был рано начать работать: в типографии, в малярно-кровельной мастерской, переплетчиком, кондуктором трамвая. Затем, переехав в Крым, торговал газетами, при этом был арестован за распространение информации, не прошедшей цензуру. В Севастополе сдал экстерном экзамены за 4 класса реального училища.

### «Адъютант Его Превосходительства»
После начала Первой мировой войны в 1916 добровольцем вступил в царскую армию, поступил в 2 Тифлисскую школу прапорщиков. После её окончания в 1917 году попал на фронт, был ранен. Прапорщик Феодосийского 134-го пехотного полка, со старшинством с 1917 года; младший офицер, шифровальщик полка. После развала фронта вернулся в Крым.
Примкнул к большевикам и, по его словам, вместе с неким товарищем Цаккером был направлен для формирования частей Красной Армии. Под Мелитополем он попал к дроздовцам и, спасая свою жизнь, назвался офицером, но «повысил» себя в чине до штабс-капитана. Был зачислен в Добровольческую армию. Несмотря на отсутствие образования (писал с орфографическим ошибками) и хороших манер, сумел попасть в доверие к командующему армией Май-Маевскому. Адъютант имел большое влияние на генерала, достаточное для того, чтобы манипулировать им в вопросах назначения офицеров, в частности, ему удалось убедить Май-Маевского избавиться от начальника конвоя, подозрительно относившегося к выскочке-капитану. Генерал настолько доверял Макарову, что принял на службу ординарцем его брата Владимира, тоже являвшегося большевиком (однако позднее спасти новоявленного ординарца от смерти после разгрома контрразведкой большевистского подполья он не смог).

Как писал в мемуарах очевидец, белый генерал Борис Штейфон, главной функцией Макарова при Май-Маевском была «добытчик вина», и относился к Макарову генерал так, как относятся к денщику, а не к офицеру. Действительно, Макаров сыграл известную роль в спаивании Май-Маевского.
О связях самого Павла Макарова с большевиками-подпольщиками известно лишь со слов его самого. В своих воспоминаниях он пишет, что пытался сообщить в штаб Красной Армии о своём положении, но были ли эти сведения переданы, он не знал.
После ареста брата (руководителя Крымского подполья) адъютант Май-Маевского сам был арестован, смог бежать и вскоре возглавил 3-й Симферопольский партизанский полк (отряд) в составе Крымской повстанческой армии. К моменту ухода армии Врангеля в отряде Макарова было 279 чел. Вооружение: винтовок — 235; револьверов — 12; пулемётов — 11. Для передвижения в отряде имелось 13 лошадей и 16 повозок.
За проведение успешных операций против белогвардейцев был награждён именными часами. После занятия Крыма красными частями Макаров был направлен на работу в ЧК, где занимался борьбой с бандитизмом. Позднее работал в милиции, затем в Управлении исправительно-трудовых учреждений при Наркомате юстиции Крыма.
В 1927 году вышла книга воспоминаний Павла Макарова «Адъютант генерала Май-Маевского». За два года она выдержала пять изданий.
В конце 1920-х годов была создана специальная комиссия для проверки участвовавших в гражданской войне бывших красноармейцев, красных партизан и т. п. Не избежал такой проверки и Макаров. После выхода его мемуаров от бывших подпольщиков поступали многочисленные разоблачительные письма. В 1929 году по результатам проверки фактов, содержащихся в книге, Павел Васильевич был исключён из рядов красных партизан и лишён персональной пенсии. При этом сыграло свою роль и злоупотребление алкоголем.
В 1937 году Макаров был арестован НКВД и пробыл в местах заключения два года. В ходе следствия также проводилась проверка фактов, изложенных в его книге. Выяснилось, что часть из них не соответствует действительности, однако приговор был весьма мягким (два года заключения «за призыв к подрыву Советской власти»; с учётом уже проведённого в тюрьме времени был сразу выпущен на свободу). Спустя несколько месяцев после вынесения обвинительного приговора определением судебной коллегии Верховного суда РСФСР Макаров П. В. был оправдан за отсутствием в его действиях состава преступления, лжесвидетели и работники госбезопасности были привлечены к ответственности. Репутация Макарова была частично восстановлена, в 1939 году ему даже была возвращена персональная пенсия.

### Великая Отечественная война
Во время Великой Отечественной войны Павел Макаров стал одним из организаторов партизанского подполья, возглавил 3-й Симферопольский партизанский отряд. Вместе с ним воевали его жена и дочь. В отместку нацисты зверски убили его мать, а также родителей и родственников жены. Сын, закончивший пехотное училище, погиб на фронте в 1943 году.
Оккупационные власти в ходе борьбы с партизанами распространяли в Крыму листовки с фактами, компрометирующими Макарова. В них, в частности, обыгрывались нестыковки в его книге.
В октябре 1942 года в истощении вместе с товарищами и семьей был эвакуирован на Кавказ. За заслуги во время Великой Отечественной войны награждён орденом Красного Знамени (1942) и медалью «Партизану Отечественной войны» I степени (1945). Об этом периоде своей жизни Макаров написал в книге воспоминаний «Партизаны Таврии». В связи с 50-летием Октябрьской революции был награждён орденом Красной Звезды.

### Послевоенная жизнь
После войны книга о приключениях адъютанта генерала Май-Маевского обрела вторую известность. По её мотивам создавались литературные произведения, делались театральные постановки. Однако о самом Макарове в них практически не упоминалось. Он пытался добиться хотя бы ссылок на свою книгу, но это приводило лишь к конфликтам с литераторами. Своего пика этот конфликт достиг, когда в 1968 в журнале «Вокруг света» появился сценарий телевизионного фильма «Адъютант его превосходительства» под авторством Болгарина и Северского. Также вышла книга Игоря Росоховатского на ту же тему «И всё-таки это было».
После этого он устал бороться с теми, кого считал плагиаторами.
Скончался Павел Васильевич в 1970 году в возрасте 73 лет.

## Семья
Жена Анна, партизанка Крыма, тоже боец 3-го отряда, награждена медалью «За боевые заслуги», дочь Ольга — кавалер ордена Отечественной войны.
Брат Владимир — член севастопольского подпольного комитета РКП(б) в годы Гражданской войны.

## В художественной литературе и воспоминаниях
- Павел Макаров. Адъютант генерала Май-Маевского. — Л.: Прибой, 1927. (первое издание)
 Доступное издание — Макаров П. В. Адъютант его превосходительства: кто он? — М.: Российский Raritet, 1992. — 96 с. — 50 000 экз. — ISBN 5-7034-0005-8.
- Павел Макаров. В двух схватках. Симферополь, 1957 год. Крымиздат. 216 стр. Тираж 65000.
- Павел Макаров. Партизаны Таврии (Ч.1 Вхождение в жизнь; Ч.2 Адъютант генерала Май-Маевского; Ч.3 Лес шумит; Ч.4 На старых местах с прежним знаменем.) — М.: Военное издательство Министерства обороны Союза ССР, 1960. С. 384.
- Игорь Росоховатский (под псевдонимом И.Росенко), Георгий Северский. И все-таки это было. Документальная повесть. Публиковалась в газете "Юный ленинец" с 19 июля по 1 ноября 1967, №№ 29-44. Анонс: 2 ноября 1966, №44.
- Игорь Болгарин, Георгий Северский. Адъютант его превосходительства // Вокруг света, № 8-9, 1968.
- Георгий Тушкан. Первый выстрел — М.: Детская литература, 1967. — 684 с.
- Борис Акунин. Не прощаюсь.
- Вячеслав Бондаренко. Капитанская внучка.

## Экранизация
В фильме «Адъютант его превосходительства» капитана Кольцова — прототипом которого является Павел Макаров — сыграл актёр Юрий Соломин.